# Fleischbräune

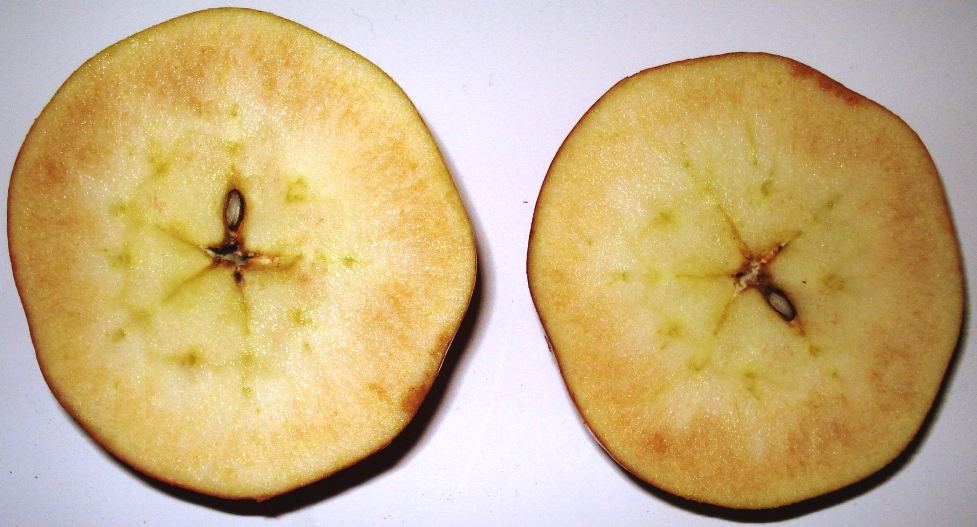
Fleischbräune an durchgeschnittenem Apfel (Altländer Pfannkuchenapfel)

Fleischbräune oder Fruchtfleischbräune ist eine Stoffwechselstörung bei Kernobst – insbesondere bei Äpfeln und Quitten.

## Schadbild
Das Fruchtfleisch im Innern der Frucht ist bräunlich verfärbt, wobei die Verfärbung auf einzelne Stellen begrenzt sein kann oder das gesamte Fruchtfleisch, z. T. von der Schale bis zum Kerngehäuse, betrifft. Die Verfärbung selbst kann unterschiedlich stark sein – von einer leichten bräunlichen Verfärbung bis hin zu einem tief braunen Fruchtfleisch. Meist ist die Verfärbung erst beim Aufschneiden oder Anbeißen der Frucht erkennbar, bei starken Fällen ist die bräunliche Verfärbung (an hellen Stellen der Schale) bereits von außen sichtbar.
Die Verfärbung tritt häufig erst bei der Lagerung der Früchte auf und verstärkt sich mit zunehmender Lagerdauer.

## Ursache
Die Ursache für Fleischbräune ist ein Austritt von Saft (aus zerstörten Zellen des Fruchtfleisches) in das Fruchtfleisch, wo er sich durch den Zutritt von Sauerstoff braun verfärbt.
Für das Auftreten von Fleischbräune gibt es zahlreiche Gründe so z. B. ein Stickstoffüberschuss oder Calciummangel im Boden, zu späte Ernte (bei zwischenzeitlich aufgetretenen zu tiefen Temperaturen), ungünstige Feuchtigkeit etc.
Die Verhinderung von Fleischbräune ist ein bedeutender Faktor bei der gewerblichen Lagerung (Vermeidung zu kalter Lagerung insbesondere im CA-Lager) oder beim (Kühl)transport von Obst, z. B. in Containern.
Sehr ähnlich der Fruchtfleischbräune ist das Resultat, wenn Früchte (bei der Lagerung) leicht anfrieren. Hierbei bilden sich Eiskristalle und zerstören Zellen des Fruchtfleisches. Nach dem Tauen der Eiskristalle färbt der ausgetretene Saft das Fruchtfleisch braun.

## Auswirkungen
Die Fleischbräune ist nicht gesundheitsschädlich und die Früchte können verwendet werden.
Bei einer stärkeren Verfärbung wird jedoch eine Verwendung als Tafelobst nicht mehr in Frage kommen – eine Verarbeitung der Früchte ist jedoch weiterhin möglich.

## Gegenmaßnahmen
In Frage kommt eine Verbesserung der Standortbedingungen bzgl. Wasserversorgung und Düngung sowie ggf. eine frühe Ernte.
Bei der Lagerung und dem Transport von Früchten muss auf die Einhaltung der richtigen Bedingungen geachtet werden.